# Journal of Organometallic Chemistry
Het Journal of Organometallic Chemistry is een wetenschappelijk tijdschrift met peer review, dat wordt uitgegeven door het Elsevier. De naam wordt gewoonlijk afgekort tot J. Organomet. Chem. Het tijdschrift publiceert onderzoek uit de organometaalchemie.
Het tijdschrift werd opgericht in 1963. In 2017 bedroeg de impactfactor van het tijdschrift 1,946.